# Sami Rekik
Sami Daniel Rekik, även känd som SAMI och Sam-E, född 27 juni 1980 i Stockholm, är en svensk artist. Han är mest känd för att vara den ena halvan av musikgruppen Medina tillsammans med Ali Jammali sedan 2003. Rekik har även samarbetat med ett flertal artister, bland annat Anis Don Demina, Einár och Elias Abbas.
Medina gjorde Sveriges officiella VM-låt till sommarens fotbolls-VM 2015 för damer, "Marken under oss", och Rekik tillsammans med Anis Don Demina gjorde den officiella låten till fotbolls-EM 2021, ”Flaggan i topp”.

## Melodifestivalen

### Melodifestivalen 2018
Rekik skrev tillsammans med Anderz Wrethov och Hamed Pirouzpanah låten "Mitt paradis" som framfördes av Elias Abbas i Melodifestivalen 2018. Bidraget hamnade på femte plats och gick därmed inte vidare.

### Melodifestivalen 2021
Rekik debuterade som artist i Melodifestivalen 2021 tillsammans med WAHL med låten "90-talet", som de båda skrivit tillsammans med Andreas Larsson, Jesper Welander och Josefin Glenmark. Bidraget hamnade på sjätte plats och gick därmed inte vidare.

### Melodifestivalen 2022
Rekik medverkade i den fjärde deltävlingen av Melodifestivalen 2022 tillsammans med Ali Jammali med bidraget "In i dimman", som de båda skrivit tillsammans med Jimmy Thörnfeldt och Dino Medanhodzic. Bidraget gick vidare direkt till final. Rekik har tillsammans med Jammali även skrivit låten Bluffin åt Liam Cacatian Thomassen (även känd som Liamoo), som också deltar i 2022 års upplaga av tävlingen och även det bidraget har direktkvalificerat sig till finalen.